# Токро бразильський
Токро бразильський (Odontophorus capueira) — вид куроподібних птахів родини токрових (Odontophoridae).

## Поширення
Вид поширений на сході та півдні Бразилії, сході Парагваю та крайній півночі Аргентини. Мешкає в сухих низинних лісах, включаючи вторинні ліси, на висотах не більше 1600 м над рівнем моря.

## Опис
Тіло завдовжки 26-30 см. Спина, крила та хвіст сіро-коричневі з темними смужками. Верх голови та чубчик коричневі. Лоб та лоральна смужка, що проходить через очі, червонувато-коричневі. Горло, груди і живіт шиферно-сірі. Ноги темно-сірі, дзьоб чорнуватий, райдужка коричнева, оголена ділянка навколо очей червона.